# Take Good Care of My Baby
Take Good Care of My Baby is een liedje dat is geschreven door Carole King en Gerry Goffin. De bekendste versie van het liedje is die van Bobby Vee uit 1961. Hij haalde er de eerste plaats in de Amerikaanse Billboard Hot 100 mee. Later is het ook door anderen opgenomen, onder wie Bobby Vinton.
De zanger vraagt de jongen die zijn vriendin van hem heeft afgepakt, of hij goed voor haar wil zorgen.

## Versie van Bobby Vee
Snuff Garrett, de vaste producer van Bobby Vee, hoorde in 1961 een demo van het liedje en was meteen enthousiast. Het bleek echter dat Dion het liedje al had opgenomen. Toen er geen plannen bleken te zijn om die opname als single uit te brengen, konden Garrett en Vee hun gang gaan. Bobby Vee werd bij de opname begeleid door de Johnny Mann Singers.
De plaat werd met een eerste plaats in de Billboard Hot 100 Bobby Vee’s grootste hit. Ook in het Verenigd Koninkrijk werd ze een succes: een derde plaats in de UK Singles Chart. In Nederland deed de plaat echter niets.
Take Good Care of My Baby staat ook op de gelijknamige langspeelplaat, die het jaar daarop (1962) verscheen.

## Versie van The Beatles
The Beatles speelden het nummer tijdens hun mislukte auditie bij Decca op 1 januari 1962. De bezetting was:
- George Harrison, zang en sologitaar
- John Lennon, achtergrondzang en slaggitaar
- Paul McCartney, achtergrondzang en basgitaar
- Pete Best, drums

Deze versie was tot 2013 alleen als bootleg te krijgen. In dat jaar verscheen het album I Saw Her Standing There, de eerste legale uitgave van tien nummers van de Decca-auditie, waaronder Take Good Care of My Baby. Ze zijn hier gecombineerd met de Hamburgse opnamen van de groep en opnamen die zijn gemaakt in de Cavern Club.

## Andere versies
De eerste die het nummer opnam was Dion. Het verscheen op zijn langspeelplaat Runaround Sue uit 1961.
Gary Lewis & the Playboys namen het nummer in 1965 op voor hun langspeelplaat She's Just My Style.
In 1968 had Bobby Vinton een kleine hit met het nummer (33 in de Billboard Hot 100).
Bobby Vee nam het nummer in 1973 nogmaals op, maar nu als langzame ballad en onder zijn eigen naam, Robert Thomas Velline. Het staat op zijn langspeelplaat Ain't Nothing Like a Sunny Day.
Smokie zette het nummer op zijn album Solid Ground van 1981.
De Duitse zanger Sasha bracht onder de naam Dick Brave het nummer in 2003 uit als single.
Er bestaan twee antwoordliedjes, allebei uit 1961: I'll Take Good Care of Your Baby van Ralph Emery (Liberty F-55383) en You Should Know I'm Still Your Baby van Sammi Lynn (Sue Records 45-752).

## Reclamejingle
Tussen 1999 en 2009 werd het liedje gebruikt in reclamespots voor flesvoeding van het Britse merk SMA (Synthetic Milk Adaptation).